# Жучковцы
Жучковцы (укр. Жучківці) — село в Хмельницком районе Хмельницкой области Украины.
Население по переписи 2001 года составляло 594 человека. Почтовый индекс — 31350. Телефонный код — 382. Занимает площадь 0,179 км². Код КОАТУУ — 6825082701.

## Местный совет
31350, Хмельницкая обл., Хмельницкий р-н, с. Жучковцы, ул. Ленина, 6